# 切霍瓦 (魯任區)
49°40′11″N 29°24′5″E / 49.66972°N 29.40139°E
切霍瓦（烏克蘭語：Чехова），是烏克蘭北部的村莊，隸屬日托米爾州的別爾季切夫區。該村面積0.83平方公里，海拔高度241米，2001年人口63，人口密度每平方公里76.27人。